# Темелин
Темелин (чеш. Temelín) је насељено мјесто са административним статусом сеоске општине (чеш. obec) у округу Чешке Будјејовице, у Јужночешком крају, Чешка Република.

## Географија
Налази се око 24 км сјеверно од Чешких Будјејовица. У Темелину се налази Нуклеарна електрана.

## Становништво
Према подацима о броју становника из 2014. године насеље је имало 871 становника.